# Olavinlinna
Olavinlinna (szw. Olofsborg, pol. Zamek św. Olafa) − piętnastowieczny, trójwieżowy zamek w Savonlinnie w Finlandii. Zamek jest najdalej wysuniętą na północ średniowieczną murowaną twierdzą, która zachowała się do dzisiejszych czasów.
Zamek został ufundowany przez Erika Axelssona Totta w roku 1475 pod nazwą Sankt Olofsborg, w celu zabezpieczenia granic Królestwa Szwecji po podboju Nowogrodu przez wielkiego księcia moskiewskiego Iwana III. Zamek znajdował się na terenach, które zgodnie z traktatem w Nöteborgu leżały poza granicami Szwecji.
Twierdza przetrwała liczne oblężenia w czasie pierwszej i drugiej wojny rosyjsko-szwedzkiej. Zdobyto ją dwukrotnie: po raz pierwszy szwedzka załoga skapitulowała przed Rosjanami 28 lipca 1714 roku, a w roku 1743 broniła się tylko przez dwa dni. Podpisany w tym samym roku traktat w Åbo przekazał tereny południowo-wschodniej Finlandii Imperium Rosyjskiemu.
Obecnie zamek stanowi atrakcję turystyczną.